# Mario Primorac
Pour les articles homonymes, voir Primorac.
Mario Primorac, né le 3 octobre 1961, à Zavidovići, en république fédérative socialiste de Yougoslavie, est un ancien joueur et entraîneur de basket-ball yougoslave devenu bosnien. Il évolue durant sa carrière au poste d'ailier fort.

## Palmarès
- Champion d'Europe 1989
- Champion de Yougoslavie 1983
- Coupe de Yougoslavie 1984
- Coupe d'Autriche 1999